# Zátiší (Kamenice nad Lipou)
Zátiší je osada, součást města Kamenice nad Lipou v okrese Pelhřimov v kraji Vysočina. Nachází se asi 2,8 km jihozápadně od Kamenice nad Lipou a asi 22 km jíhozápadně od centra Pelhřimova.
V Zátiší je registrováno 33 čísel popisných. Nachází se zde křižovatka silnic III/4094 a III/4098. Východně od Zátiší prochází silnice I/34. Sousední osady jsou Gabrielka, Kutlov a Vodná.